# Gardenia dacryoides
Gardenia dacryoides là một loài thực vật có hoa trong họ Thiến thảo. Loài này được A.Cunn. ex Puttock mô tả khoa học đầu tiên năm 1997.